# Sterolo-4alfa-carbossilato 3-deidrogenasi (decarbossilante)
La sterolo-4alfa-carbossilato 3-deidrogenasi (decarbossilante) è un enzima appartenente alla classe delle ossidoreduttasi, che catalizza la seguente reazione:
3β-idrossi-4β-metil-5α-colest-7-ene-4α-carbossilato + NAD(P)+ ⇄ 4α-metil-5α-colest-7-en-3-one + CO2 + NAD(P)H
L'enzima agisce anche sul 3β-idrossi-5α-colest-7-ene-4α-carbossilato.